# Fernhurst
Fernhurst – wieś w Anglii, w hrabstwie West Sussex, w dystrykcie Chichester. Leży 24 km na północ od miasta Chichester i 66 km na południowy zachód od Londynu. W 2001 miejscowość liczyła 2765 mieszkańców.